# Monomontia transvaalica
Monomontia transvaalica is een hooiwagen uit de familie Triaenonychidae.